# 以利亚教堂

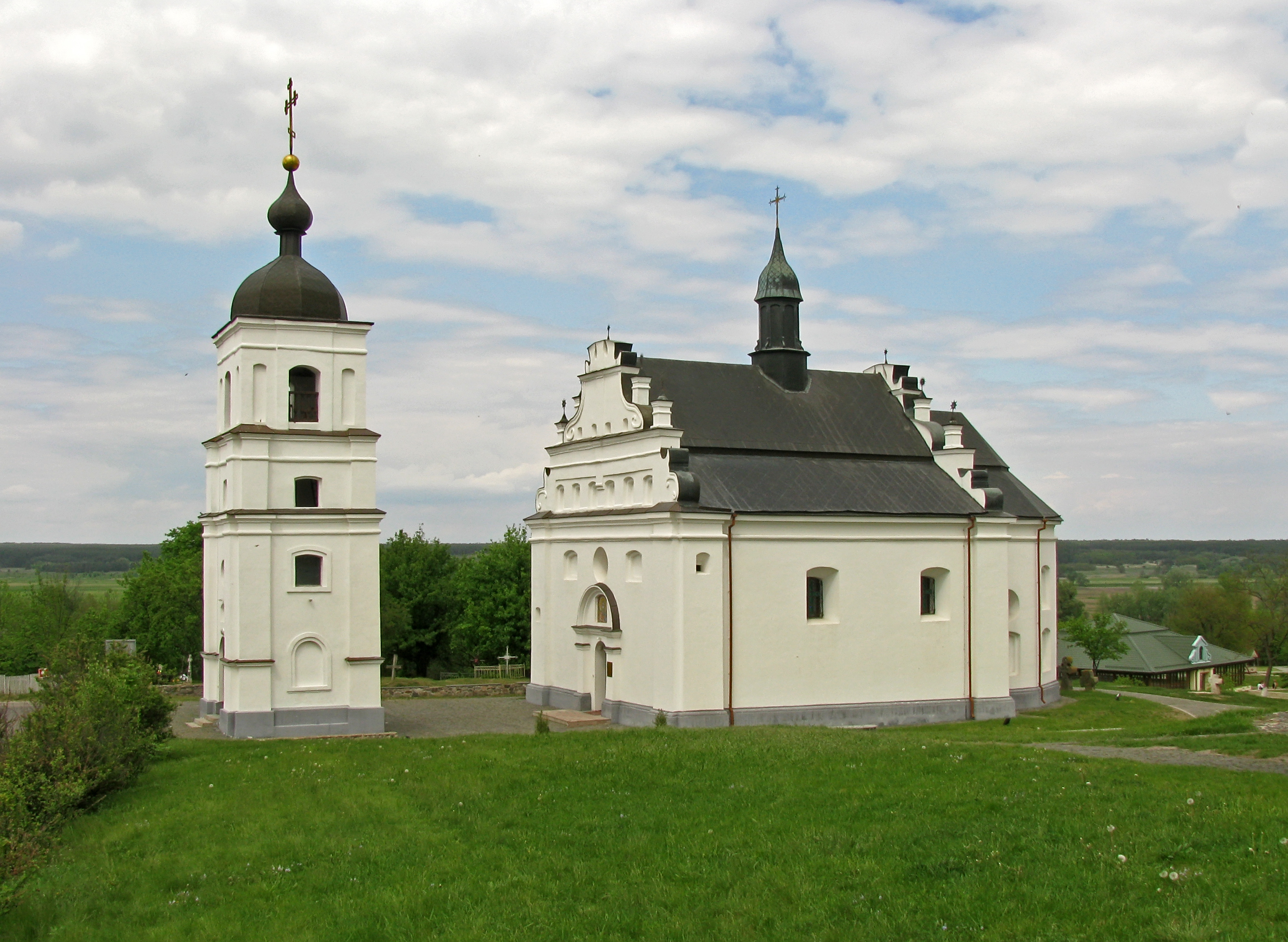
聖以利亞教堂

聖以利亞教堂（羅馬化：Illinska tserkva）位於乌克兰切爾卡瑟州蘇博蒂夫，是一座屬於烏克蘭正教會的教堂。

## 建築
教堂以早期烏克蘭巴洛克風格建造，具有防禦功能（牆厚高達2公尺，有漏洞）。它由石頭和磚砌成，單中殿，有一個多面的六壁後殿。它覆蓋著帶有摺痕的山牆屋顶。紀念碑的外牆簡潔，它們的角落用壁柱固定在牆上－深孔和階梯壁龕的小窗戶。立面的頂部是一個未固定的簷口和簷壁飾帶。西立面完成了一個兩層的帶有蝸殼的富有表現力的圖案的山形牆，由飛簷解剖，並在基座上裝飾著太陽。在山形牆的中心被壁柱隔開，第一層有裝飾壁龕，第二層有關鍵漏洞。中殿的體積覆蓋著帶條的半圓形拱頂。合唱團由拱廊支撐在兩個橫截面的方形柱子上，並由拱廊的第二層在中殿打開。向合唱團的遊行安排在西牆的厚度。教堂長23公尺，寬14.08公尺，牆高7.35公尺。教堂用石頭和磚砌成，牆厚1.8公尺。